# Каратал
Каратал (на казахски: Қаратал, «черна ива»; на руски: Каратал) е река протичаща в югоизточната част на Казахстан (Алматинска област), вливаща се в езерото Балхаш. Дължина 390 km. Площ на водосборния басейн 19 100 km².
Река Каратал се образува от сливането на реките Текелинка, Чижа и Кора водещи началото си от ледниците, стичащи се по северния склон на планината Джунгарски Алатау, на 2016 m н.в. До град Текели, където излиза от планината, при своя 160 km тече в дълбока долина и е типична планинска река. След това навлиза в Балхаш-Алаколската котловина, минава през град Талдъкорган, завива на север-северозапад и пресича пустинята Саръесик Атърау. Влива се чрез обширна делта (860 km²) от юг в източната (солена) част на езерото Балхаш, на 341 m н.в. Основните ѝ притоци са леви: Коксу (205 km) и Биже (177 km). Има предимно ледниково и снежно подхранване. Среден годишен отток при град Уштобе 66,7 m³/sec, с максимален отток от май до август. Замръзва през декември, а се размразява през март. В средното течение водите ѝ се използват за напояване. По течението на Каратал са разположени градовете Текели, Талдъкорган и Уштобе и сгт Карабулак.